# Curling-Europameisterschaft 2000
Die Curling-Europameisterschaft 2000 der Männer und Frauen fand vom 9. bis 16. Dezember in Oberstdorf in Deutschland statt.

## Turnier der Männer

### Teilnehmer

#### Gruppe A
| Dänemark | Deutschland | Finnland | Frankreich |
| --- | --- | --- | --- |
| Skip: Ulrik Schmidt Third: Lasse Lavrsen Second: Brian Hansen Lead: Carsten Svensgaard Alternate: Frants Gufler       | Skip: Andreas Kapp Third: Ulrich Kapp Second: Oliver Axnick Lead: Holger Höhne Alternate: Patrick Hoffman                  | Skip: Markku Uusipaavalniemi Third: Wille Mäkelä Second: Tommi Häti Lead: Jari Laukkanen Alternate: Pekka Saarelainen | Skip: Dominique Dupont-Roc Third: Jan Henri Ducroz Second: Thomas Dufour Lead: Spencer Mugnier Alternate: Philippe Caux |
| Luxemburg | Niederlande | Norwegen | Schottland |
| Skip: Heribert Krämer Third: Andreas Westenfelder Second: Emile Bartole Lead: Thomas Schröder Alternate: Hakan Lucius | Skip: Christian Dupont-Roc Third: Floris van Imhoff Second: Rob Vilain Lead: Jaap Veerman Alternate: Robert van der Cammen | Skip: Thomas Ulsrud Third: Torger Nergård Second: Thomas Due Lead: Johan Høstmælingen Alternate: Flemming Davanger    | Skip: David Mundell Third: Richard Goldie Second: Alan Smith Lead: Chris Hildrey Alternate: Robert Kelly                |
| Schweden | Schweiz | | |
| Skip: Peter Lindholm Third: Tomas Nordin Second: Magnus Swartling Lead: Peter Narup Alternate: Anders Kraupp          | Skip: Andreas Schwaller Third: Markus Eggler Second: Damian Grichting Lead: Christof Schwaller                             | | |

#### Gruppe B
| Bulgarien | England | Italien | Österreich                                                                                |
| --- | --- | --- | ----------------------------------------------------------------------------------------- |
| Skip: Lubomir Velinov Third: Ivaylo Petrov Second: Mirontcho Mirchev Lead: Kiril Kirilov                          | Skip: James Dixon Third: Harvey Curle Second: Andrew Dixon Lead: Richard Murray Alternate: Christopher Smith | Skip: Stefano Ferronato Third: Fabio Alverà Second: Gianluca Lorenzi Lead: Alessandro Zisa Alternate: Marco Mariani | Skip: Alois Kreidl Third: Stefan Salinger Second: Andreas Unterberger Lead: Werner Wanker |
| Russland | Tschechien                                                                                                   | Wales | Belarus                                                                                   |
| Skip: Alexei Zeloussow Third: Dmitri Ryjov Second: Matvei Vakin Lead: Victor Vorobiev Alternate: Vadim Shkolnikov | Skip: Karel Kubeska Third: Jan Letal Second: Jiri Pelc Lead: David Netusil Alternate: Ales Prchlik           | Skip: Adrian Meikle Third: Chris Wells Second: John Sharpe Lead: Hugh Meikle Alternate: Andrew Tanner               | Skip: Ihar Platonov Third: Yauheni Mashkov Second: Jury Pavliuchik Lead: Andrei Avlasenko |

### Round Robin

#### Gruppe A
| Schlüssel | Schlüssel   |
| --------- | ----------- |
|           | Play-off    |
|           | Tie-Breaker |

| Draw | Begegnung                | Resultat | Begegnung                | Resultat | Begegnung                 | Resultat | Begegnung              | Resultat | Begegnung               | Resultat |
| ---- | ------------------------ | -------- | ------------------------ | -------- | ------------------------- | -------- | ---------------------- | -------- | ----------------------- | -------- |
| 1    | Finnland – Niederlande   | 8-5      | Dänemark – Schweden      | 9-3      | Schottland – Luxemburg    | 8-3      | Schweiz – Frankreich   | 7-6      | Norwegen – Deutschland  | 11-6     |
| 2    | Dänemark – Luxemburg     | 12-2     | Deutschland – Frankreich | 11-3     | Schweden – Norwegen       | 11-4     | Finnland – Schottland  | 5-2      | Schweiz – Niederlande   | 7-5      |
| 3    | Schweden – Frankreich    | 4-3      | Finnland – Schweiz       | 7-4      | Deutschland – Niederlande | 7-3      | Norwegen – Luxemburg   | 7-3      | Dänemark – Schottland   | 5-2      |
| 4    | Schweiz – Norwegen       | 10-5     | Schottland – Niederlande | 7-3      | Finnland – Frankreich     | 6-5      | Deutschland – Dänemark | 8-4      | Schweden – Luxemburg    | 7-2      |
| 5    | Frankreich – Niederlande | 8-4      | Luxemburg – Deutschland  | 8-7      | Dänemark – Schweiz        | 8-3      | Schweden – Schottland  | 8-4      | Finnland – Norwegen     | 8-3      |
| 6    | Finnland – Schweden      | 10-5     | Dänemark – Frankreich    | 8-4      | Norwegen – Schottland     | 6-3      | Schweiz – Deutschland  | 7-5      | Niederlande – Luxemburg | 5-4      |
| 7    | Deutschland – Schottland | 8-7      | Finnland – Luxemburg     | 10-0     | Dänemark – Niederlande    | 5-3      | Schweiz – Schweden     | 7-2      | Frankreich – Norwegen   | 10-9     |
| 8    | Dänemark – Norwegen      | 10-6     | Schweiz – Schottland     | 6-5      | Frankreich – Luxemburg    | 8-2      | Schweden – Niederlande | 9-3      | Finnland – Deutschland  | 8-7      |
| 9    | Schweiz – Luxemburg      | 8-5      | Norwegen – Niederlande   | 9-2      | Schweden – Deutschland    | 8-4      | Finnland – Dänemark    | 9-3      | Schottland – Frankreich | 7-6      |

| Platz | Team        | Spiele | Siege | Ndlg. |
| ----- | ----------- | ------ | ----- | ----- |
| 1.    | Finnland    | 9      | 9     | 0     |
| 2.    | Dänemark    | 9      | 7     | 2     |
| 3.    | Schweiz     | 9      | 7     | 2     |
| 4.    | Schweden    | 9      | 6     | 3     |
| 5.    | Norwegen    | 9      | 4     | 5     |
| 6.    | Deutschland | 9      | 4     | 5     |
| 7.    | Frankreich  | 9      | 3     | 6     |
| 8.    | Schottland  | 9      | 3     | 6     |
| 9.    | Niederlande | 9      | 1     | 8     |
| 10.   | Luxemburg   | 9      | 1     | 8     |

#### Tie Breaker
| Spiel     | Begegnung               | Resultat |
| --------- | ----------------------- | -------- |
| um Rang 7 | Frankreich – Schottland | 8-2      |
| um Rang 9 | Niederlande – Luxemburg | 9-7      |

#### Gruppe B
| Schlüssel | Schlüssel   |
| --------- | ----------- |
|           | Play-off    |
|           | Tie-Breaker |

| Draw | Begegnung            | Resultat | Begegnung           | Resultat | Begegnung               | Resultat | Begegnung             | Resultat |
| ---- | -------------------- | -------- | ------------------- | -------- | ----------------------- | -------- | --------------------- | -------- |
| 1    | Russland – Belarus   | 12-0     | England – Bulgarien | 8-5      | Italien – Österreich    | 6-3      | Tschechien – Wales    | 11-10    |
| 2    | England – Belarus    | 9-7      | Wales – Italien     | 9-1      | Tschechien – Österreich | 9-5      | Russland – Bulgarien  | 6-3      |
| 3    | Italien – Belarus    | 13-0     | Wales – Russland    | 8-6      | Tschechien – Bulgarien  | 11-3     | Österreich – England  | 11-5     |
| 4    | Tschechien – Belarus | 10-4     | England – Wales     | 8-7      | Italien – Bulgarien     | 12-4     | Russland – Österreich | 9-2      |
| 5    | Österreich – Belarus | 12-0     | Italien -England    | 9-3      | Tschechien – Russland   | 8-9      | Bulgarien – Wales     | 11-5     |
| 6    | Österreich – Wales   | 9-6      | Italien -Tschechien | 8-5      | England – Russland      | 6-5      | Bulgarien – Belarus   | 15-2     |
| 7    | Russland – Italien   | 11-3     | Wales -Belarus      | 11-5     | Österreich – Bulgarien  | 11-5     | England – Tschechien  | 8-4      |

| Platz | Team       | Spiele | Siege | Ndlg. |
| ----- | ---------- | ------ | ----- | ----- |
| 1.    | Italien    | 7      | 5     | 2     |
| 2.    | Tschechien | 7      | 5     | 2     |
| 3.    | England    | 7      | 5     | 2     |
| 4.    | Russland   | 7      | 4     | 3     |
| 5.    | Österreich | 7      | 4     | 3     |
| 6.    | Wales      | 7      | 3     | 4     |
| 7.    | Bulgarien  | 7      | 2     | 5     |
| 8.    | Belarus    | 7      | 0     | 7     |

#### Tie Breaker
| Spiel     | Begegnung             | Resultat |
| --------- | --------------------- | -------- |
| um Rang 4 | Russland – Österreich | 11-6     |

### Play-off

#### Gruppe A
|  | Halbfinale | Halbfinale | Halbfinale |   |          | Finale          | Finale          | Finale          |
|  |            |            |            |   |          |                 |                 |                 |
|  |            |            |            |   |          |                 |                 |                 |
|  | 1          | Finnland   | 8          |   |          |                 |                 |                 |
|  | 4          | Schweden   | 7          |   |          |                 |                 |                 |
|  |            |            |            | 1 | Finnland | 8               |                 |                 |
|  |            |            |            |   | 2        | Dänemark        | 7               |                 |
|  | 2          | Dänemark   | 8          |   |          |                 |                 |                 |
|  | 3          | Schweiz    | 2          |   |          | Spiel um Rang 3 | Spiel um Rang 3 | Spiel um Rang 3 |
|  |            |            |            |   |          | 4               | Schweden        | 10              |
|  | 3          | Schweiz    | 7          |   |          |                 |                 |                 |
|  |            |            |            |   |          |                 |                 |                 |

#### Gruppe B
|  | Halbfinale | Halbfinale | Halbfinale |   |            | Finale          | Finale          | Finale          |
|  |            |            |            |   |            |                 |                 |                 |
|  |            |            |            |   |            |                 |                 |                 |
|  | 2          | Tschechien | 10         |   |            |                 |                 |                 |
|  | 3          | England    | 4          |   |            |                 |                 |                 |
|  |            |            |            | 4 | Tschechien | 5               |                 |                 |
|  |            |            |            |   | 3          | Italien         | 4               |                 |
|  | 2          | Italien    | 8          |   |            |                 |                 |                 |
|  | 1          | Russland   | 6          |   |            | Spiel um Rang 3 | Spiel um Rang 3 | Spiel um Rang 3 |
|  |            |            |            |   |            | 3               | England         | 8               |
|  | 4          | Russland   | 1          |   |            |                 |                 |                 |
|  |            |            |            |   |            |                 |                 |                 |

### Challenge Game
Um die WM-Qualifikation
| Begegnung               | Resultat |
| ----------------------- | -------- |
| Frankreich – Tschechien | 8-7      |

### Relegation Game
Um die Zugehörigkeit zur A Gruppe
| Begegnung             | Resultat |
| --------------------- | -------- |
| Italien – Niederlande | 7-6      |

### Endstand

#### Gruppe A
| Schlüssel | Schlüssel                 |
| --------- | ------------------------- |
|           | Absteiger in die Gruppe B |

| Platz | Land        |
| ----- | ----------- |
| 1     | Finnland    |
| 2     | Dänemark    |
| 3     | Schweden    |
| 4     | Schweiz     |
| 5     | Norwegen    |
| 6     | Deutschland |
| 7     | Frankreich  |
| 8     | Schottland  |
| 9     | Niederlande |
| 10    | Luxemburg   |

#### Gruppe B
| Schlüssel | Schlüssel                  |
| --------- | -------------------------- |
|           | Aufsteiger in die Gruppe A |

| Platz | Land       |
| ----- | ---------- |
| 1     | Tschechien |
| 2     | Italien    |
| 3     | England    |
| 4     | Russland   |
| 5     | Österreich |
| 6     | Wales      |
| 7     | Bulgarien  |
| 8     | Belarus    |

## Turnier der Frauen

### Teilnehmer

#### Gruppe A
| Dänemark | Deutschland | Frankreich | Norwegen |
| --- | --- | --- | --- |
| Skip: Lene Bidstrup Third: Malene Krause Second: Susanne Slotsager Lead: Avijaja Lund Järund Alternate: Lisa Richardson | Skip: Andrea Schöpp Third: Natalie Nessler Second: Heike Schwaller Lead: Andrea Stock Alternate: Jane Boake-Cope | Skip: Sandrine Morand Third: Audrey Delphino Second: Delphine Bredannaz Lead: Melanie Sturm Alternate: Stéphanie Jaccaz     | Skip: Dordi Nordby Third: Hanne Woods Second: Kristin Tøsse Løvseth Lead: Cecilie Torhaug Alternate: Camilla Holth |
| Russland | Schottland | Schweden | Schweiz |
| FGourth: Olga Jarkova Skip: Nina Golovtchenko Second: Anastassia Skoultan Lead: Nkeiruka Ezekh                          | Skip: Gillian Howard Third: Kim Morris Second: Kelly Wood Lead: Suzie Law Alternate: Lorna Vevers                | Skip: Elisabet Gustafson Third: Katarina Nyberg Second: Louise Marmont Lead: Elisabeth Persson Alternate: Christina Bertrup | Skip: Nadja Heuer Third: Carmen Küng Second: Sybil Bachofen Lead: Vera Heuer Alternate: Yvonne Schlunegger         |

#### Gruppe B
| England | Finnland | Italien |
| --- | --- | --- |
| Skip: Joan Reed Third: Lorna Rettig Second: Fiona Hawker Lead: Fiona Turner Alternate: Joan Dixon                    | Fourth: Nina Pöllänen Skip: Jaana Jokela Second: Tiina Kautonen Lead: Laura Tsutsunen Alternate: Jaana Hämäläinen     | Skip: Eleonora Alverà Third: Isabella Colle Second: Erica de Salvador Lead: Silvia Barbato Alternate: Lucrezia Ferrando |
| Niederlande | Tschechien | |
| Skip: Beatrice Miltenburg Third: Marijke Paulissen Second: Wil Kerkvliet Lead: Hannie Gast Alternate: Anneke Waijers | Skip: Vendula Blazkova Third: Sárka Doudová Second: Eva Stampachova Lead: Barbara Novotna Alternate: Gabriela Novotna | |

### Round Robin

#### Gruppe A
| Schlüssel | Schlüssel |
| --------- | --------- |
|           | Play-off  |

| Draw | Begegnung                | Resultat | Begegnung                | Resultat | Begegnung              | Resultat | Begegnung             | Resultat |
| ---- | ------------------------ | -------- | ------------------------ | -------- | ---------------------- | -------- | --------------------- | -------- |
| 1    | Deutschland – Frankreich | 6-4      | Schweden – Norwegen      | 8-5      | Schweiz – Schottland   | 12-2     | Dänemark – Russland   | 14-11    |
| 2    | Schweiz – Dänemark       | 9-1      | Schweden – Deutschland   | 8-7      | Russland – Frankreich  | 8-7      | Norwegen – Schottland | 7-2      |
| 3    | Schottland – Dänemark    | 11-2     | Norwegen – Frankreich    | 11-1     | Deutschland – Russland | 10-3     | Schweden – Schweiz    | 6-4      |
| 4    | Schweiz – Russland       | 5-3      | Deutschland – Schottland | 13-10    | Norwegen – Dänemark    | 9-6      | Schweden – Frankreich | 9-2      |
| 5    | Schweden – Dänemark      | 8-3      | Schweiz – Frankreich     | 10-3     | Norwegen – Deutschland | 11-9     | Schottland – Russland | 8-7      |
| 6    | Schottland – Frankreich  | 9-3      | Schweiz – Norwegen       | 9-4      | Dänemark – Deutschland | 6-5      | Schweden – Russland   | 13-3     |
| 7    | Norwegen – Russland      | 6-5      | Schweden – Schottland    | 7-3      | Dänemark – Frankreich  | 8-5      | Deutschland – Schweiz | 8-5      |

| Platz | Team        | Spiele | Siege | Ndlg. |
| ----- | ----------- | ------ | ----- | ----- |
| 1.    | Schweden    | 7      | 7     | 0     |
| 2.    | Schweiz     | 7      | 5     | 2     |
| 3.    | Norwegen    | 7      | 5     | 2     |
| 4.    | Deutschland | 7      | 4     | 3     |
| 5.    | Schottland  | 7      | 3     | 4     |
| 6.    | Dänemark    | 7      | 3     | 4     |
| 7.    | Russland    | 7      | 1     | 6     |
| 8.    | Frankreich  | 7      | 0     | 7     |

#### Gruppe B
| Schlüssel | Schlüssel   |
| --------- | ----------- |
|           | Play-off    |
|           | Tie-Breaker |

| Draw | Begegnung                | Resultat | Begegnung             | Resultat |
| ---- | ------------------------ | -------- | --------------------- | -------- |
| 1    | Finnland – Tschechien    | 9-7      | Italien – England     | 7-6      |
| 2    | Tschechien – Niederlande | 12-9     | England – Finnland    | 9-7      |
| 3    | Tschechien – England     | 8-5      | Italien – Niederlande | 10-6     |
| 4    | Finnland – Italien       | 9-7      | Niederlande – England | 12-3     |
| 5    | Finnland – Niederlande   | 13-6     | Italien -Tschechien   | 7-1      |

| Platz | Team        | Spiele | Siege | Ndlg. |
| ----- | ----------- | ------ | ----- | ----- |
| 1.    | Finnland    | 4      | 3     | 1     |
| 2.    | Italien     | 4      | 3     | 1     |
| 3.    | Tschechien  | 4      | 2     | 2     |
| 4.    | England     | 4      | 1     | 3     |
| 5.    | Niederlande | 4      | 1     | 3     |

#### Tie Breaker
| Spiel     | Begegnung             | Resultat |
| --------- | --------------------- | -------- |
| um Rang 4 | England – Niederlande | 12-10    |

### Play-off

#### Gruppe A
|  | Halbfinale | Halbfinale  | Halbfinale |   |          | Finale          | Finale          | Finale          |
|  |            |             |            |   |          |                 |                 |                 |
|  |            |             |            |   |          |                 |                 |                 |
|  | 1          | Schweden    | 4          |   |          |                 |                 |                 |
|  | 4          | Deutschland | 2          |   |          |                 |                 |                 |
|  |            |             |            | 1 | Schweden | 9               |                 |                 |
|  |            |             |            |   | 3        | Norwegen        | 4               |                 |
|  | 2          | Schweiz     | 5          |   |          |                 |                 |                 |
|  | 3          | Norwegen    | 6          |   |          | Spiel um Rang 3 | Spiel um Rang 3 | Spiel um Rang 3 |
|  |            |             |            |   |          | 2               | Schweiz         | 7               |
|  | 4          | Deutschland | 6          |   |          |                 |                 |                 |
|  |            |             |            |   |          |                 |                 |                 |

#### Gruppe B
|  | Halbfinale | Halbfinale | Halbfinale |   |          | Finale          | Finale          | Finale          |
|  |            |            |            |   |          |                 |                 |                 |
|  |            |            |            |   |          |                 |                 |                 |
|  | 1          | Finnland   | 14         |   |          |                 |                 |                 |
|  | 3          | England    | 4          |   |          |                 |                 |                 |
|  |            |            |            | 1 | Finnland | 8               |                 |                 |
|  |            |            |            |   | 3        | Tschechien      | 4               |                 |
|  | 3          | Tschechien | 9          |   |          |                 |                 |                 |
|  | 1          | Italien    | 7          |   |          | Spiel um Rang 3 | Spiel um Rang 3 | Spiel um Rang 3 |
|  |            |            |            |   |          | 4               | England         | 9               |
|  | 2          | Italien    | 1          |   |          |                 |                 |                 |
|  |            |            |            |   |          |                 |                 |                 |

### Challenge Game
Um die WM-Qualifikation
| Begegnung               | Resultat |
| ----------------------- | -------- |
| Frankreich – Tschechien | 8-7      |

### Endstand

#### Gruppe A
| Schlüssel | Schlüssel                 |
| --------- | ------------------------- |
|           | Absteiger in die Gruppe B |

| Platz | Land        |
| ----- | ----------- |
| 1     | Schweden    |
| 2     | Norwegen    |
| 3     | Schweiz     |
| 4     | Deutschland |
| 5     | Schottland  |
| 6     | Dänemark    |
| 7     | Russland    |
| 8     | Frankreich  |

#### Gruppe B
| Schlüssel | Schlüssel                  |
| --------- | -------------------------- |
|           | Aufsteiger in die Gruppe A |

| Platz | Land        |
| ----- | ----------- |
| 1     | Finnland    |
| 2     | Tschechien  |
| 3     | England     |
| 4     | Italien     |
| 5     | Niederlande |